# Melanoplus plebejus
Melanoplus plebejus är en insektsart som först beskrevs av Carl Stål 1878.  Melanoplus plebejus ingår i släktet Melanoplus och familjen gräshoppor. Inga underarter finns listade i Catalogue of Life.